# Mangwon (métro de Séoul)
Mangwon est une station de la ligne 6 du métro de Séoul. Elle est située dans l'arrondissement de Mapo-gu à Séoul en Corée du Sud.